# POKEY
POKEY (Pot Keyboard Integrated Circuit) je digitalni ulazni/izlazni LSI integrirani krug s 40 nožica (unutrašnja oznaka  C012294) koji se ugrađivao u Atarijeva 8-bitna računala i u razne arkadne igre tokom 1980-ih. POKEY se koristio za čitanje položaja potenciometara na analognim igraćim palicama, i za čitanje matrica prekidača kao na tipkovnici, kao i za stvaranje zvučnih efekata i generiranje zvukova. POKEY je dizajnirao Doug Neubauer koji je radio za Atari u 1980-tim, također poznat kao glavni dizajner arkadne igre Star Raiders.

## Tablica POKEYevih registara
| Registar | Pisanje | Pisanje                           | Čitanje | Čitanje                                     |
| -------- | ------- | --------------------------------- | ------- | ------------------------------------------- |
| Registar | Ime     | Opaska                            | Ime     | Opaska                                      |
| $D200    | AUDF1   | frekvencija za kanal 1            | POT0    | potenciometar 0                             |
| $D201    | AUDC1   | generator zvuka za kanal 1        | POT1    | potentiometer 1                             |
| $D202    | AUDF2   | frekvencija za kanal 2            | POT2    | poteciometar 2                              |
| $D203    | AUDC2   | generator zvuka za kanal 2        | POT3    | potenciometar 3                             |
| $D204    | AUDF3   | frekvencija za kanal 3            | POT4    | potenciometar 4                             |
| $D205    | AUDC3   | generator za kanal 3              | POT5    | potenciometar 5                             |
| $D206    | AUDF4   | frekvencija za kanal 4            | POT6    | potenciometar 6                             |
| $D207    | AUDC4   | generator zvuka za kanal 4        | POT7    | potenciometar 7                             |
| $D208    | AUDCTL  | kontroler svih audio kanala       | POTSTAT | čitanje svih svih 8 linija za potenciometre |
| $D209    | STIMER  | pokretanje štoperice              | KBCODE  | zadnja pritisnuta tipka                     |
| $D20A    | SKRES   | reset za serijsko čitanje         | RANDOM  | generator slučajnog broja                   |
| $D20B    | POTGO   | početak čitanja                   |         |                                             |
| $D20C    |         |                                   |         |                                             |
| $D20D    | SEROUT  | izlazni registar za serijski port | SERIN   | ulazni registar za serijski port            |
| $D20E    | IRQEN   | Pokretanje prekida - IRQ          | IRQSTAT | Status prekida - IRQ                        |
| $D20F    | SKCTL   | kontrola preko serijskog porta    | SKSTAT  | status serijskog porta                      |

## Vanjske poveznice
- Informacije o POKEY čipu  Arhivirana inačica izvorne stranice od 5. siječnja 2011. (Wayback Machine)